# Последний снег
«Последний снег» — советский телефильм 1970 года режиссёра Рубена Мурадяна.

## Сюжет
Действие происходит во время Великой Отечественной войны. Сюжет основан на реальных событиях периода фашистской оккупации Северной Осетии — психологическая драма о подвиге молодой осетинской учительницы Чабахан Басиевой, которая отказалась сотрудничать с фашистами и была казнена.
В центре сюжета — психологический поединок между героиней и немецким майором.

## В ролях
- Земфира Цахилова — Чабахан Басиева, учительница
- Пеэтер Кард — Фон Кассен, майор
- Елена Туменова — мать Чабахан
- Елкан Кулаев — Маирбек, редактор газеты
- Волдемар Акуратерс — комендант
- Юрий Мерденов — Хитак
- Борис Миронюк — эпизод
- Василиса Комаева — эпизод
- Виктор Щербаков — эпизод
- Борис Дружнов — эпизод

## Значение
Для Осетии это практические единственный фильм на тему Великой Отечественной войны, долгие годы остающийся востребованным и любимым зрителями.
Съёмки велись на месте реальных событий — в селе Алагир, жители села оказали большую помощь в съёмках и участвовали в массовых сценах.
Героиню фильма сыграла Земфира Цахилова — уроженка Алагира и дочь Варвары Бедеевой, которая была подругой детства и названной сестрой Чабахан Басиевой — актриса знала о воплощаемом на экране характере героини не из обычных её биографий, а со слов матери, и для актрисы эта роль была особенно сложной и дорогой:

Эта роль была большой ответственностью не только перед семьей Чабахан и моей матерью, но и перед всеми осетинами… Для меня это был не пустой звук, не просто чья-то жизнь из литературы… характер у Чабахан был железобетонный. Это поколение, да и моё, росло в атмосфере патриотизма, любви к своей родине и предать эту любовь было для нас совершенно немыслимо. Предать идеи коммунизма и социализма было равносильно тому, что ты выстрелишь себе в сердце, мы это впитывали с молоком матери.

## Критика
В горле ком, когда я думаю о фильме «Последний снег», о его главной героине, которую так блестяще сыграла в нём Земфира Цахилова…— Аким Салбиев, 2019 год

В героико-романтическом стиле была исполнена картина «Последний снег», снятая в 1970 г. Создатели фильма: режиссёр Р. Мурадян, оператор М. Темиряев, дебютировавший как сценарист А. Агузаров, актёры З. Цахилова, П. Карду, Е. Кулаев рассказали пронзительную, полную драматизма историю короткой, но героической жизни молодой учительницы Чабахан Басиевой, заплатившей жизнью за отказ от сотрудничества с врагом, но сохранившей верность Родине и своим убеждениям.— Цориева И. Т. — Кинематограф народов Северного Кавказа в 1960-е — 1980-е гг. : историко-политические аспекты развития // Журнал «Известия СОИГСИ», 2017
В то же время фильм критикуется за лёгкость — чрезмерное внимание уделено «интеллигентной» части уговоров Чабахан немецким майором, который показан к тому же культурным и мягким красавцем, но совсем не отражены пытки немцами, мучения и страдания учительницы, кроме того, в фильме в должной мере не воссоздана атмосфера немецкой оккупации, по фильму в селе много жителей, в то время как в реальности почти всё население с приходом фашистов ушло из села в горы.